# Mauritsfort
Mauritsfort is een buurtschap in de gemeente Terneuzen, ten zuiden van Hoek, in de Nederlandse provincie Zeeland. Deze buurtschap, in de regio Zeeuws-Vlaanderen, is genoemd naar een fort, het Mauritsfort. In de buurtschap ligt een valput, niet te verwarren met de valput in de buurtschap Val. Ten zuiden van de buurtschap ligt een kreek: De Nol.

## Het fort
Het Mauritsfort, vernoemd naar Maurits van Oranje, is in 1588 aangelegd als onderdeel van de Staats-Spaanse Linies om Spaanse infiltraties in het Land van Axel tegen te gaan en de scheepvaart op de Braakman te controleren. Het was een vierkante schans met bastions, natte gracht en contrescarp. Na het beleg van Philippine in 1633 door de Staatsen, verviel de functie van het fort. Bij de stormvloed van 1682 werd het fort zwaar beschadigd en vervolgens deels geslecht.
De restanten van het fort en omliggend gebied (2 ha) worden beheerd door de Stichting het Zeeuwse Landschap.
In het wapen van het nabijgelegen Hoek is het Mauritsfort afgebeeld.

## Natuurgebied
In 1988 werd door Staatsbosbeheer een loofbos aangeplant en ook werden enige graslanden ingericht nabij De Nol. Dit gebied heeft een oppervlakte van 30 ha.
Steden: Axel · Biervliet · Philippine · Sas van Gent · Terneuzen

Dorpen: Hoek · Koewacht · Overslag · Sluiskil · Spui · Westdorpe · Zaamslag · Zandstraat · Zuiddorpe

Buurtschappen: Den Abeele · Altena · Axelschestraat · Batterij · Berdelingebuurte (deels) · Boerengat · Bontekoe · Boschdorp · Boschdorp · Bouchauterhaven · Cootjesdorp · De Sluis · Driedijk · Driekwart · Drieschouwen · Driewegen · Eendragt · Het Fort · Fort Ferdinandus · Griete · Hasjesstraat · Haven (deels) · Hazelarenhoek · Het Zand · Hoek van de Dijk · Holleken (deels) · Hoogedijk · Isabellahaven · Kampersche Hoek · Kijkuit · Klein Gent · Knol · De Kraag · Kruispad · Kwakkel · Magrette · Mauritsfort · Molenhoek · De Muis · Nieuwemolen · Nieuwlandse Molen · Othene · Oude Molen · Oude Polder · Paradijs · Passluis · Poonhaven · Posthoorn (deels) · De Put · De Ratte · Reedijk · Reuzenhoek · Rijgerij · Roodesluis · Schaapdijk · Schapenbout · Sint Andries · Steenovens · De Sterre · Stoppeldijkveer (deels) · Stroodorpe · Vaartwijk · Vaatje · Val · Varempé · Waterhuis · Watervliet · Wouterij · Wulpenbek · Zaamslagveer · Zandplaat · Zwartenhoek

Streekje: Tweekwart

Historische plaatsen: Axelsche Sassing · Noordhoek · De Stuiver · Triniteit · Vingerling

Zeeland: Steden en dorpen in Zeeland      Nederland: Provincies · Gemeenten